# アスカリーブル
アスカリーブル（Asuka Libre）とは、日本の競走馬・繁殖牝馬。主な勝ち鞍に2012年の関東オークス、東京プリンセス賞、黒潮盃など。2012年度のNARグランプリ3歳最優秀牝馬に選出され、GRANDAME-JAPANでは2013年と2014年の古馬シーズンに優勝した。

## 戦績
- 特記事項なき場合、本節の出典はJBISサーチ[4]、地方競馬全国協会[3]

2011年6月14日、園田競馬場でのファーストトライ競走でデビューし、1着。8月の一組戦2戦も勝って3連勝とし、9月の園田プリンセスカップでは3番手の競馬から最後メイレディの追撃をクビ差凌いで、4連勝で重賞初制覇を果たした。鞍上の大柿一真もこれが初重賞制覇となり、表彰式の場で公開プロポーズを敢行してのちに結婚に至るが、その大柿がレース後の調教に一度も乗る機会のないまま、南関東公営競馬に転出。この時点で園田2歳世代のトップと目されていた矢先の移籍劇を受けて、競馬キンキの中司匡洋は「園田2歳戦線は今まさに戦国時代」と表現した。
南関東では、まず大井競馬場・佐野謙二厩舎に入り、大井初戦のくまたか特別を勝つが、続くみずどり特別は2着、12月の東京2歳優駿牝馬はエンジェルツイートの7着に終わった。GRANDAME-JAPAN2011の2歳シーズンはタッチデュールと同じ12ポイントを獲得したが、東京2歳優駿牝馬で1着2着のエンジェルツイート、エミーズパラダイスがポイント獲得資格を満たしていなかったことと、同点の場合は東京2歳優駿牝馬の着順が優先されることから、ローレル賞2着に東京2歳優駿牝馬3着のショコラヴェリーヌに続く2位となった。
3歳初戦の準重賞・桃花賞3着のあと船橋競馬場・川島正行厩舎に移り、川島厩舎所属としての初戦であるユングフラウ賞は道中5番手から6番手の競馬から直線で先行馬をとらえて重賞2勝目。桜花賞の優先出走権を得るもこれを行使せず、京浜盃4着を経て臨んだ東京プリンセス賞では中団に構える競馬から伸びてエンジェルツイートを3馬身半差下し、重賞3勝目を挙げた。続く関東オークスも好位からの競馬を制して南関東の牝馬二冠を達成し、2006年のチャームアスリープ以来の地方馬による関東オークス制覇を成し遂げた。一方でGRANDAME-JAPAN2012の3歳シーズンは、園田時代に3度下したメイレディに2ポイント届かぬ27ポイントで2位に終わった。夏場も走り、8月の黒潮盃は中団から押し出す競馬で重賞4勝目とした。9月の戸塚記念もまた好位からの競馬でシラヤマヒメの追い上げを1馬身差退け重賞5勝目、重賞4連勝を達成。その後はロジータ記念2着、クイーン賞9着という結果に終わったが、2012年度のNARグランプリ各部門の選考では3歳最優秀牝馬に選ばれた。
4歳となってからは出川克己厩舎に移籍し、4歳初戦の大井記念10着、2戦目の京成盃グランドマイラーズ3着のあと、GRANDAME-JAPAN2013の古馬シーズン対象重賞を行脚し、兵庫サマークイーン賞とビューチフル・ドリーマーカップで連続2着のあとシーズン最終戦のレディスプレリュードで6着。ビューチフル・ドリーマーカップ勝ち馬のシャイニングサヤカと同じポイントを獲得していたが、シリーズ規定で古馬シーズン優勝馬となった。5歳時の2014年は7月のスパーキングレディーカップ9着を振り出しに前年同様兵庫サマークイーン賞、ビューチフル・ドリーマーカップとレディスプレリュードのGRANDAME-JAPAN古馬シーズン対象重賞の3戦を走り、兵庫サマークイーン賞を2年連続2着としたあと出走のビューチフル・ドリーマーカップではスタートから逃げの手を打ってそのまま押し切り、戸塚記念以来の勝利を重賞7勝目という形で挙げた。レディスプレリュードは7着だったが、28ポイントを獲得して2年連続GRANDAME-JAPAN古馬シーズンの覇者となった。その後は年末の東京シンデレラマイルと川崎競馬場・鈴木義久厩舎に移っての初戦である2015年のエンプレス杯で5着に入ったのが最高成績で、2016年の川崎記念11着が最後の競馬となった。1月28日付で競走馬登録を抹消。

## 競走成績
以下の内容は、JBISサーチ、netkeiba.com、地方競馬全国協会に基づく。
| 年月日     | 競馬場 | 競走名                    | 格     | 距離（馬場）  | 頭数 | 枠番 | 馬番 | オッズ（人気） | 着順 | タイム （上り3F） | 着差 | 騎手     | 斤量 [kg] | 勝ち馬/（2着馬）       | 馬体重 [kg] |
| ---------- | ------ | ------------------------- | ------ | ------------- | ---- | ---- | ---- | -------------- | ---- | ----------------- | ---- | -------- | --------- | ---------------------- | ----------- |
| 2011.06.14 | 園田   | ファーストトライ          |        | ダ0820m（稍） | 9    | 8    | 8    | 004.30（2人）  | 01着 | R0:49.9（35.6）   | -0.2 | 大柿一真 | 53        | （チェリートップ）     | 431         |
| 0000.08.04 | 園田   | 一組2歳                   |        | ダ1400m（良） | 11   | 1    | 1    | 005.00（3人）  | 01着 | R1:30.7（39.7）   | -0.7 | 大柿一真 | 53        | （メイレディ）         | 440         |
| 0000.08.25 | 園田   | 一組2歳                   |        | ダ1400m（稍） | 8    | 6    | 6    | 001.40（1人）  | 01着 | R1:31.3（40.7）   | -0.5 | 大柿一真 | 53        | （メイレディ）         | 452         |
| 0000.09.22 | 園田   | 園田プリンセスC           | 重賞II | ダ1400m（不） | 9    | 3    | 3    | 001.30（1人）  | 01着 | R1:31.1（40.3）   | -0.0 | 大柿一真 | 53        | （メイレディ）         | 455         |
| 0000.10.31 | 大井   | くまたか特別              |        | ダ1200m（良） | 10   | 8    | 9    | 006.20（5人）  | 01着 | R1:14.7（39.3）   | -0.2 | 江川伸幸 | 55        | （ノースソルジャー）   | 463         |
| 0000.11.29 | 大井   | みずどり特別              |        | ダ1600m（良） | 14   | 1    | 1    | 010.90（4人）  | 02着 | R1:41.8（38.8）   | -0.8 | 江川伸幸 | 55        | エミーズパラダイス     | 465         |
| 0000.12.31 | 大井   | 東京2歳優駿牝馬           | SI     | ダ1600m（良） | 16   | 3    | 5    | 038.20（9人）  | 07着 | R1:42.2（39.8）   | -1.4 | 江川伸幸 | 54        | エンジェルツイート     | 463         |
| 2012.01.19 | 大井   | '12桃花賞                 | 準重賞 | ダ1600m（良） | 12   | 6    | 9    | 005.60（2人）  | 03着 | R1:42.3（39.4）   | -0.4 | 江川伸幸 | 55        | ゴールドキャヴィア     | 464         |
| 0000.02.22 | 浦和   | ユングフラウ賞            | SII    | ダ1400m（良） | 12   | 8    | 12   | 003.90（2人）  | 01着 | R1:30.2（39.5）   | -0.4 | 戸崎圭太 | 55        | （レイモニ）           | 448         |
| 0000.03.28 | 大井   | 京浜盃                    | SII    | ダ1700m（稍） | 16   | 8    | 15   | 013.50（6人）  | 04着 | R1:47.6（39.6）   | -1.7 | 今野忠成 | 54        | パンタレイ             | 450         |
| 0000.05.10 | 大井   | 東京プリンセス賞          | SI     | ダ1800m（不） | 16   | 2    | 4    | 007.20（3人）  | 01着 | R1:53.5（39.5）   | -0.7 | 今野忠成 | 54        | （エンジェルツイート） | 451         |
| 0000.06.13 | 川崎   | 関東オークス              | JpnII  | ダ2100m（不） | 14   | 3    | 4    | 005.40（3人）  | 01着 | R2:14.1（39.0）   | -0.3 | 今野忠成 | 54        | （サトノジョリー）     | 453         |
| 0000.08.15 | 大井   | 黒潮盃                    | SII    | ダ1800m（良） | 16   | 7    | 14   | 002.20（1人）  | 01着 | R1:54.8（38.8）   | -0.2 | 今野忠成 | 57        | （ディーオ）           | 458         |
| 0000.09.07 | 川崎   | 戸塚記念                  | SII    | ダ2100m（良） | 13   | 5    | 8    | 001.30（1人）  | 01着 | R2:17.8（41.1）   | -0.2 | 今野忠成 | 56        | （シラヤマヒメ）       | 459         |
| 0000.11.07 | 川崎   | ロジータ記念              | SI     | ダ2100m（不） | 14   | 6    | 10   | 001.50（1人）  | 02着 | R2:14.3（39.3）   | -0.2 | 今野忠成 | 54        | エミーズパラダイス     | 469         |
| 0000.12.05 | 船橋   | クイーン賞                | JpnIII | ダ1800m（稍） | 14   | 6    | 10   | 008.40（4人）  | 09着 | R1:54.9（38.9）   | -1.6 | 今野忠成 | 53        | レッドクラウディア     | 475         |
| 2013.05.15 | 大井   | 大井記念                  | SII    | ダ2600m（良） | 16   | 6    | 12   | 011.40（4人）  | 10着 | R2:52.5（40.8）   | -4.4 | 吉原寛人 | 56        | フォーティファイド     | 484         |
| 0000.06.19 | 船橋   | 京成盃グランドマイラーズ  | SIII   | ダ1600m（稍） | 14   | 1    | 1    | 069.7（11人）  | 03着 | R1:39.7（38.5）   | -1.0 | 吉原寛人 | 54        | セイントメモリー       | 482         |
| 0000.07.25 | 園田   | 兵庫サマークイーン賞      | 重賞I  | ダ1700m（良） | 12   | 6    | 8    | 001.30（1人）  | 02着 | R1:50.4（37.8）   | -0.3 | 吉原寛人 | 55        | マンボビーン           | 469         |
| 0000.09.02 | 水沢   | ビューチフル・ドリーマーC | 重賞   | ダ1900m（不） | 9    | 8    | 9    | 001.60（1人）  | 02着 | R1:58.9（37.9）   | -0.1 | 吉原寛人 | 55        | シャイニングサヤカ     | 472         |
| 0000.10.03 | 大井   | レディスプレリュード      | JpnII  | ダ1800m（重） | 13   | 5    | 6    | 039.10（6人）  | 06着 | R1:54.7（39.7）   | -1.7 | 今野忠成 | 56        | メーデイア             | 475         |
| 2014.07.02 | 川崎   | スパーキングレディーC     | JpnIII | ダ1600m（良） | 12   | 1    | 1    | 099.20（8人）  | 09着 | R1:41.9（39.9）   | -2.5 | 石崎駿   | 57        | サウンドガガ           | 472         |
| 0000.07.25 | 園田   | 兵庫サマークイーン賞      | 重賞I  | ダ1700m（良） | 12   | 7    | 10   | 006.20（3人）  | 02着 | R1:51.2（39.3）   | -1.1 | 本田正重 | 55        | エーシンサルサ         | 460         |
| 0000.09.01 | 水沢   | ビューチフル・ドリーマーC | 重賞   | ダ1900m（良） | 11   | 1    | 1    | 001.30（1人）  | 01着 | R2:03.5（37.8）   | -0.4 | 吉原寛人 | 55        | （タッチデュール）     | 468         |
| 0000.10.02 | 大井   | レディスプレリュード      | JpnII  | ダ1800m（良） | 10   | 5    | 5    | 106.30（7人）  | 07着 | R1:53.5（36.9）   | -2.0 | 今野忠成 | 56        | ワイルドフラッパー     | 490         |
| 0000.12.03 | 船橋   | クイーン賞                | JpnIII | ダ1800m（重） | 14   | 7    | 12   | 066.30（7人）  | 07着 | R1:54.2（39.7）   | -1.2 | 今野忠成 | 52        | トロワボヌール         | 476         |
| 0000.12.30 | 大井   | 東京シンデレラマイル      | SIII   | ダ1600m（稍） | 16   | 7    | 14   | 021.20（5人）  | 05着 | R1:41.9（40.2）   | -1.1 | 吉原寛人 | 58        | ノットオーソリティ     | 470         |
| 2015.01.29 | 川崎   | 多摩川オープン            | OP     | ダ1600m（稍） | 14   | 3    | 3    | 022.10（5人）  | 10着 | R1:45.6（40.1）   | -2.5 | 的場文男 | 56        | ソルテ                 | 467         |
| 0000.03.04 | 川崎   | エンプレス杯              | JpnII  | ダ2100m（不） | 12   | 6    | 7    | 075.00（5人）  | 05着 | R2:20.4（41.1）   | -3.3 | 今野忠成 | 56        | アムールブリエ         | 470         |
| 0000.08.31 | 水沢   | ビューチフルドリーマーC   | 重賞   | ダ1900m（不） | 12   | 6    | 8    | 006.10（3人）  | 07着 | R2:04.4（40.4）   | -2.0 | 今野忠成 | 55        | サンバビーン           | 465         |
| 0000.10.01 | 大井   | レディスプレリュード      | JpnII  | ダ1800m（稍） | 14   | 3    | 3    | 423.1（12人）  | 12着 | R1:55.7（39.6）   | -5.5 | 今野忠成 | 56        | サンビスタ             | 473         |
| 0000.11.03 | 大井   | JBCレディスクラシック     | JpnI   | ダ1800m（不） | 15   | 6    | 11   | 798.4（12人）  | 12着 | R1:56.9（41.8）   | -5.4 | 本田正重 | 55        | ホワイトフーガ         | 474         |
| 0000.12.09 | 船橋   | クイーン賞                | JpnIII | ダ1800m（良） | 14   | 3    | 4    | 412.0（10人）  | 07着 | R1:55.6（39.6）   | -2.0 | 町田直希 | 51        | ディアマイダーリン     | 478         |
| 2016.01.03 | 川崎   | 報知オールスターC         | SIII   | ダ2100m（良） | 12   | 1    | 1    | 121.6（11人）  | 11着 | R2:20.9（42.8）   | -2.8 | 町田直希 | 55        | グルームアイランド     | 480         |
| 0000.01.27 | 川崎   | 川崎記念                  | JpnI   | ダ2100m（良） | 13   | 7    | 11   | 607.7（10人）  | 11着 | R2:22.0（42.2）   | -7.9 | 今野忠成 | 55        | ホッコータルマエ       | 477         |

## 引退後
引退後は新生ファームで繁殖牝馬となり、2017年3月13日に初仔を産んだのちロージズインメイと交配されたが、初仔の離乳直前の5月7日に死亡した。初仔はのちにアクアリーブルと命名され、2020年の桜花賞、東京プリンセス賞を制して母娘二代でNARグランプリ3歳最優秀牝馬に選出、またGRANDAME-JAPAN2020の3歳シーズン優勝馬となった。

### 産駒一覧
|      | 生年   | 馬名           | 性 | 毛色 | 父     | 馬主               | 管理調教師                                                         | 戦績    | 主な勝利競走                                             | 供用 | 出典   |
| ---- | ------ | -------------- | -- | ---- | ------ | ------------------ | ------------------------------------------------------------------ | ------- | -------------------------------------------------------- | ---- | ------ |
| 初仔 | 2017年 | アクアリーブル | 牝 | 栗毛 | パイロ | （有）新生ファーム | 北海道・角川秀樹 →船橋・佐藤賢二 →船橋・米谷康秀 →北海道・角川秀樹 | 25戦4勝 | 2020年東京プリンセス賞 2020年桜花賞（浦和） 2019年知床賞 |      | [ 27 ] |

## 血統表
| アスカリーブルの血統            | アスカリーブルの血統                                           | アスカリーブルの血統                                           | （血統表の出典）                                               | （血統表の出典） |
| 父系                            | ヘイロー系                                                     | ヘイロー系                                                     | ヘイロー系                                                     | [ § 2 ]          |
| 父 ブラックタキシード 1996 青毛 | 父の父*サンデーサイレンス Sunday Silence 1986 青鹿毛           | Halo                                                           | Hail to Reason                                                 | Hail to Reason   |
| 父 ブラックタキシード 1996 青毛 | 父の父*サンデーサイレンス Sunday Silence 1986 青鹿毛           | Halo                                                           | Cosmah                                                         |                  |
| 父 ブラックタキシード 1996 青毛 | 父の父*サンデーサイレンス Sunday Silence 1986 青鹿毛           | Wishing Well                                                   | Understanding                                                  | Understanding    |
| 父 ブラックタキシード 1996 青毛 | 父の父*サンデーサイレンス Sunday Silence 1986 青鹿毛           | Wishing Well                                                   | Mountain Flower                                                |                  |
| 父 ブラックタキシード 1996 青毛 | 父の母*オーピーキャット O. P. Cat 1990 青毛                    | Storm Cat                                                      | Storm Bird                                                     | Storm Bird       |
| 父 ブラックタキシード 1996 青毛 | 父の母*オーピーキャット O. P. Cat 1990 青毛                    | Storm Cat                                                      | Terlingua                                                      |                  |
| 父 ブラックタキシード 1996 青毛 | 父の母*オーピーキャット O. P. Cat 1990 青毛                    | Princess S.                                                    | Assagai Jr.                                                    | Assagai Jr.      |
| 父 ブラックタキシード 1996 青毛 | 父の母*オーピーキャット O. P. Cat 1990 青毛                    | Princess S.                                                    | Princess Thelma                                                |                  |
| 母 ステキナデアイ 2004 鹿毛     | 母の父*ホワイトマズル White Muzzle 1990 鹿毛                   | *ダンシングブレーヴ                                            | Lyphard                                                        | Lyphard          |
| 母 ステキナデアイ 2004 鹿毛     | 母の父*ホワイトマズル White Muzzle 1990 鹿毛                   | *ダンシングブレーヴ                                            | Navajo Princess                                                |                  |
| 母 ステキナデアイ 2004 鹿毛     | 母の父*ホワイトマズル White Muzzle 1990 鹿毛                   | Fair of the Furze                                              | Ela-Mana-Mou                                                   | Ela-Mana-Mou     |
| 母 ステキナデアイ 2004 鹿毛     | 母の父*ホワイトマズル White Muzzle 1990 鹿毛                   | Fair of the Furze                                              | Autocratic                                                     |                  |
| 母 ステキナデアイ 2004 鹿毛     | 母の母*トリムカット Trim Cut 1988 黒鹿毛                       | Roberto                                                        | Hail to Reason                                                 | Hail to Reason   |
| 母 ステキナデアイ 2004 鹿毛     | 母の母*トリムカット Trim Cut 1988 黒鹿毛                       | Roberto                                                        | Bramalea                                                       |                  |
| 母 ステキナデアイ 2004 鹿毛     | 母の母*トリムカット Trim Cut 1988 黒鹿毛                       | Trim Colony                                                    | Pleasant Colony                                                | Pleasant Colony  |
| 母 ステキナデアイ 2004 鹿毛     | 母の母*トリムカット Trim Cut 1988 黒鹿毛                       | Trim Colony                                                    | Trim and Tidy                                                  |                  |
| 母系(F-No.)                     | トリムカット(USA)系(FN:5-i)                                    | トリムカット(USA)系(FN:5-i)                                    | トリムカット(USA)系(FN:5-i)                                    | [ § 3 ]          |
| 5代内の近親交配                 | Hail to Reason 4 × 4 = 12.50％、Northern Dancer 5 × 5 = 6.25％ | Hail to Reason 4 × 4 = 12.50％、Northern Dancer 5 × 5 = 6.25％ | Hail to Reason 4 × 4 = 12.50％、Northern Dancer 5 × 5 = 6.25％ | [ § 4 ]          |
| 出典                            | 1. 2. 3. 4.                                                    | 1. 2. 3. 4.                                                    | 1. 2. 3. 4.                                                    | 1. 2. 3. 4.      |